# Melton (Suffolk)
Melton – wieś w Anglii, w hrabstwie Suffolk. Leży 13 km na wschód od miasta Ipswich i 121 km na północny wschód od Londynu.